# Zeebra

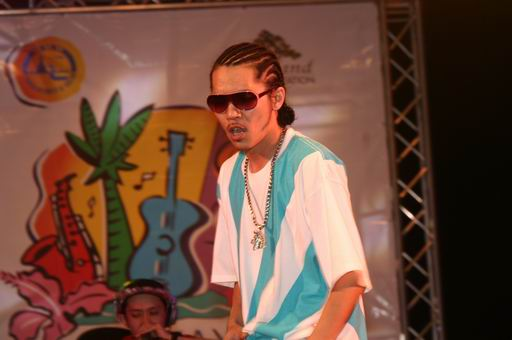
Zeebra

Zeebra (jap. ジブラ, Jibura; * 2. April 1971 in der Präfektur Tokio, Japan, bürgerlicher Name: Hideyuki Yokoi (横井 英之, Yokoi Hideyuki)) ist ein japanischer Hip-Hop-Künstler, der seinen ersten Auftritt 1995 hatte. Als DJ verwendet er das Pseudonym DJ DIRTYKRATES.

## Leben
Zeebra ist ein ehemaliges Mitglied der Hip-Hop-Gruppe King Giddra, die außer ihm auch aus DJ Oasis und K Dub-Shine bestand. 1997 startete er mit dem Future-Shock-Plattenlabel seine Solokarriere.
Zeebra ist einer der beliebtesten Rapper in Japan. Er erscheint nicht nur in Hip-Hop-Zeitschriften, sondern auch in den Mode- und Street-Culture-Magazinen. Er hat viele Features mit anderen Rappern, produziert Lieder für andere Künstler und erscheint in ihren Videos. Er hat auch mit Rappern aus Amerika zusammengearbeitet.
1998 startete er seine erste Solotour. Im selben Jahr startete er auch das erste Hip-Hop-TV-Programm mit dem Namen Beats to the Rhyme. 1999 veröffentlichte er seine Single Mr. Dynamite, die erste Hip-Hop-Single, die es in die japanischen Top 50 schaffte. Im Juni 2000 veröffentlichte er sein neues Album Based on a True Story, das Platz 3 in den japanischen Charts erreicht. Am Ende dieses Jahres startete er seine erste Japan-Tour, die erste ausverkaufte Hip-Hop-Veranstaltung. 2001 veröffentlichte er die Single Never Enuff, die Titelmusik für den japanischen Film Brother. 2002 ging er vorübergehend zu King Giddra zurück, arbeitet aber seit 2003 wieder solo und hat weitere Lieder veröffentlicht. Derzeit produziert er nicht nur für Rap-Künstler, sondern auch für Pop-Stars wie Namie Amuro.
Er ist Vater von zwei Kindern, von denen eines Rima Nakabayashi ist, ein japanisches Idol.

## Diskografie

### Studioalben
- 1998: The Rhyme Animal
- 2000: Based on a True Story (JP: Gold)[1]
- 2003: Tokyo’s Finest (JP: Gold)
- 2006: The New Beginning (JP: Gold)
- 2007: World of Music
- 2011: Black World/White Hea
- 2013: 25 to Life

### Kompilationen
- 2002: The First Struggle
- 2008: The Anthology
- 2009: The Z: The Best of Zeebra (Mix-Album in Kollaboration mit DJ George)

### Singles
- 1997: Mappiruma (真っ昼間)
- 1998: The Rhyme Animal Remix E.P.1
- 1999: The Rhyme Animal Remix E.P.2
- 2000: Siva 1999 (Zeebra & Sugar Soul; JP: Gold)
- 2000: Zeus 2000 (Zeebra & Sugar Soul)
- 2000: Mr. Dynamite
- 2001: Neva Enuff (feat. Aktion)
- 2001: Baby Girl / Jonan Hustler 2 (feat. Dabo, Uzi, G.K.Maryan)
- 2003: Big Big Money (feat. Hiro (von Full Of Harmony))
- 2003: Supatech (What’s My Name?)
- 2003: Perfect Queen
- 2005: Street Dreams (JP: Gold (Digital))
- 2005: Oh Yeah
- 2006: Stop Playin’ a Wall
- 2007: My People (feat. Miliyah Katō)
- 2007: Not Your Boyfriend (feat. Jesse (von Rize))
- 2008: Bushido (JP: Gold (Digital))
- 2010: Butterfly City (feat. Ryo the Sky Walker, Mummy-D & Double)
- 2010: Fly Away
- 2011: Blue (feat. Ai)

### Download-Singles
- 2006: Top of the World
- 2010: Endless Summer (feat. Coma-Chi)

### Videoalben
- 2001: Live Animal 2000 Japan Tour
- 2001: Future Shock Original Visual Tracks First Edition
- 2003: Shout
- 2004: Future Shock Visual Tracks 2nd Edition
- 2004: Future Shock Tour: Shock to the Future 99
- 2005: The Live Animal ’03: Tokyo’s Finest
- 2005: Future Shock Visual Tracks 3rd Edition
- 2007: The Live Animal ’06: The New Beginning
- 2008: The Clips: Complete Collection
- 2009: Zeebra 20th Anniversary the Live Animal in Budokan

## Kollaborationen

### Singles
- 1996: Lamp Eye: 証言 (feat. Rino, You The Rock, G.K.Maryan, Zeebra, Twigy, Gama & Dev-Large)
- 1999: Double: Shake (Another Squall Mix) (feat. Zeebra)
- 1999: Co-Key: Brotha and Sista (feat. Zeebra)
- 1999: V.I.P. Crew: Dancehall Checker (feat. Pushim, Boy-Ken, Zeebra, You The Rock & Twigy)
- 1999: Dragon Ash: Grateful Days (feat. Aco & Zeebra)
- 1999: DJ Yutaka: Chance (feat. Zeebra)
- 2000: DJ Hasebe: Mastermind (feat. Zeebra & Mummy-D)
- 2000: Dreams Come True: 24/7 -club mix (feat. Zeebra)
- 2001: DJ Oasis: ハルマゲドン (feat. K-Dub Shine & Zeebra)
- 2002: Uzi: Knock Out (feat. Zeebra)
- 2002: DJ PMX: No Pain No Gain (feat. Maccho & Zeebra)
- 2002: Suite Chic: Good Life (feat. Firstklas)
- 2003: DJ Yutaka: Self Destruction (feat. Zeebra, K-Dub Shine, Rhymester, Kohei Japan & ラッパ我リヤ)
- 2003: Nakama Racing Flex: N.K.M inna Japan (feat. Aktion, OJ&ST, C.J, Junnosuke, Boy-Ken, Macka Ruffin, Zeebra)
- 2003: HI-D: Girlfriends (feat. Zeebra)
- 2003: Palm Drive: Holiday
- 2003: Exile: Let Me Luv U Down (feat. Zeebra & Maccho)
- 2003: DJ Masterkey: Golden Mic (feat. Zeebra)
- 2003: Voice Of Love Posse: Voice Of Love ～上を向いて歩こう
- 2004: 長渕剛 & All Cast feat. Zeebra: しあわせになろうよ’04
- 2004: JINO(日野賢二): Go For Da Gold!! (feat. Zeebra)
- 2006: Do What U Gotta Do (feat. AI, Namie Amuro, Mummy-D; JP: Gold (Digital))
- 2007: Aktion: Still Neva Enuff (feat. Zeebra)
- 2007: Foxxi misQ: Luxury ride (feat. Zeebra)
- 2008: DJ Mayumi: Party Up (feat. Zeebra, Hokt & May’s)
- 2009: カイキゲッショク: One Fife (feat. Zeebra & Jesse (Rize))
- 2009: カイキゲッショク: (c/w) Busters (feat. Yoshiya, Zeebra & Jesse (Rize))
- 2010: Dexpistols: Fire (feat. Zeebra)
- 2010: Dexpistols: (c/w) Bamn (feat. Zeebra)
- 2010: Seeda x Zeebra x S.L.A.C.K.: White Out

### Download-Singles
- 2010: Dexpistols: Fire (feat. Zeebra)
- 2010: DJ Mitsu The Beats: One Hip Hop (feat. Zeebra)

### Weitere Gastbeiträge
- 1995: Hill The IQ: 悪名

飛んで火にいる Wack MC
- 1996: Maki & Taiki: Maki & Taiki on the 1＋2

末期症状 feat. MUMMY-D & Zeebra
- 1996: Twigy: 聖戦

聖戦 PartI feat. Zeebra
- 1996: Soul Scream: The Deep

追われてる Feat. Zeebra
- 1996: Mt.Uzi: 続・悪名

マグマ沸騰 feat. Zeebra
- 1996: DJ Hasebe: アイスピック (feat. Zeebra & Mummy-D)
- 1996: Dohzi-T(童子-T): 流儀 (feat. Zeebra & Mummy-D)
- 1997: Sugar Soul: 今すぐ欲しい (feat. Zeebra)
- 1997: Ozrosaurus: 狩人の唄 (feat. Zeebra)
- 1997: K-Dub Shine: パラレルワールド (feat. Zeebra)
- 1998: Drum Metho: 気付け/築け (feat. Zeebra, Uzi, Akeem Tha Illmanagoo, NG Head & 三木道三)
- 1999: Crown Lee: Let’s get it on (feat. Zeebra)
- 1999: Full Of Harmony: Strong Emotion (Remix feat. Zeebra)
- 2000: Low IQ 01 × Zeebra & UBG Family (OJ & ST, Kemu-Markit): The Show Case (Three The Hard Way)
- 2000: Twigy: Seven Dimensions

Player’s Delight (No Look Pass Mix) (feat. Zeebra, Dev Large)
- 2000: Dev Large: Player’s Delight (12inch)

Player’s Delight (Going back to my roots mix) (feat. Zeebra & Twigy)
- 2000: ラッパ我リヤ: ライムダービー (feat. Zeebra)
- 2000: DJ Beat: Mic Technician (feat. Zeebra, Uzi & KM-Markit)
- 2001: K-Dub Shine: ザ・シャイニング (KG Still Shining Remix) (feat. Zeebra & DJ Oasis)
- 2001: Joosuc: 6文字の男 (feat. Zeebra & Maccho)
- 2002: K-Dub Shine: アウトロー (feat. Zeebra)
- 2002: UZI: 俺ら (feat. Zeebra, OJ&ST)
- 2002: DJ Oasis: Change The Game

Change The Game (feat. K-Dub Shine, Zeebra, 童子-T, Uzi, Ja飛龍, OJ&ST, KM-Markit)
- 2002: Full Of Harmony: The Ride (feat. Zeebra)
- 2003: Tyler: Escort (feat. Zeebra)
- 2003: 童子-T: 第三の男

流儀 2003 (feat. Mummy-D, Zeebra)
- 2003: DJ Benki: We Gonna Rock It (S.U.N) (feat. Zeebra & N.O.B)
- 2003: OJ&ST: One Life

Ntro (feat. Zeebra)
- 2003: 安室奈美恵: Style

Indy Lady (feat. Zeebra)
- 2004: Romero SP: 21MC (feat. Triptik, F.U.T.O, Maccho, 秋田犬どぶ六, MC Q, Den, Buck Town Yas, Smooth B, MCピッポ, Luna, Dirty Harry Potter, Afra, 般若, Rude Boy Face, Dabo, 565, Masaru, Uzi, Zeebra, E.G.G.Man, Chada Man)
- 2004: DJ Yuze: Down Town Sound (feat. Zeebra & Shinnosk8)
- 2004: Tyler: Stand Strong (feat. Zeebra)
- 2004: H☆G☆S☆P: H.G.S.P. (feat. Zeebra, 山田マン & KM-Markit)
- 2004: Boy-Ken: Juice (feat. Zeebra)
- 2005: DJ Masterkey: The Training Day (feat. Zeebra, Uzi, OJ&ST, KM-Markit, Chino)
- 2005: KM-Markit: Vivid

都会の野蛮人 (feat. Zeebra, UZI, OJ&ST)
- 2005: DJ Oasis: Vivid

マジうざくねぇ？ (feat. Zeebra)
- 2005: Bredren: Forward To Roots

Forward To Roots (feat. Zeebra, Criss, Truthful)
- 2006: Ozrosaurus: Disrespect 4 U
- 2006: Hab I Screan: アンコール (feat. ヨシピィ・ダ・ガマ, MC Mug, Mad Blooded, Uzi, Shinnosk8, 三宅洋平, タイプライター, Gori, Rino Latina ll, Den, Takuto, Mummy-D, G.K.Maryan & Zeebra)
- 2006: N.O.B.: b-tribe ハリケーン (feat. Zeebra)
- 2006: Twigy: あ・うん (feat. Zeebra, D.L, Boy-Ken)
- 2006: DJ Mucca: Big Shout out (feat. Gdx, Hiro, Zeebra)
- 2006: Hibikilla: Culture 365 (feat. Zeebra)
- 2006: Uzi: Pieces Of Cake (feat. Ubg)
- 2006: Gdx: 4 Tha Food (feat. Zeebra)
- 2006: Focis: New Tokyo (feat. Zeebra)
- 2006: DL: The Masters (feat. Zeebra, Twigy)
- 2006: KM-Markit: 未来予想図 ～The Blue Print～ (feat. Zeebra)
- 2007: Dabo: World is Yours (feat. Zeebra)
- 2008: DJ Hasebe: いとしさの中で (feat. Sugar Soul, Zeebra)
- 2008: 童子-T: Play That Beat (feat. Zeebra)
- 2008: Mr. Beats a.k.a. DJ Celory: Freestyle 1 (feat. Zeebra, 般若, Uzi, Q, Simon & DJ Oasis)
- 2008: Ai: Get Up -Remix- (feat. Sphere of Influence, Zeebra)
- 2008: Mr. BEATS a.k.a. DJ Celory: Street Dreams Part. 2 (feat. Zeebra, Simon & 晋平太)
- 2009: Uzi: Urban Barbarian Gym (feat. Zeebra)
- 2009: The Legend$: 城南ハスラー3 (feat. Zeebra)
- 2009: DJ Pmx: The Reason (feat. Zeebra, Maccho & Mummy-D)
- 2009: Moomin: 揺れるロマンス (feat. Zeebra)
- 2009: 剣 桃太郎: Mite Guy (feat. Zeebra)
- 2009: UBG: Natural 9 (城南 9 Remix feat. Den, 565, Rino, GK Maryan, Sora, Sphere, Bigga Raiji & Zeebra)
- 2009: タイプライター: 特殊MIC部隊 (feat. Rino, Dabo & Zeebra)
- 2009: Teriyaki Boyz: Delicious Japanese

Zock On!(UBG Remix)
- 2009: Bigzam: We Rap (feat. Zeebra)
- 2009: DJ Toshi: Over The Top (feat. Zeebra & Q)
- 2009: DJ Yutaka: All Day All Night (feat. Zeebra & Big Ron)
- 2009: Drunken Tiger: Jet Pac (feat. Stylistic jones & Zeebra)
- 2009: 鬼頭: Ready to Fight (feat. バラガキ, Zeus & Zeebra)
- 2010: Rhymester: マニフェスト

Once Again Remix (feat. Dabo, Twigy, Zeebra)
- 2010: Dexpistols: Fire (feat. Zeebra)
- 2010: DJ Mitsu The Beats: One Hip Hop (feat. Zeebra)
- 2010: Zeebra, Simon, D.O, Shingo★西成: 24 bars to killa (Remix)
- 2011: 小室哲哉: Digitalian is eating breakfast 2

奇跡 (feat. Zeebra)

## Auszeichnungen
2002
- MTV Video Music Awards Japan – Best Video from a Film – Neva Enuff (feat. Aktion)

2003
- MTV Video Music Awards Japan – Best Hip Hop Video – F.F.B. (with King Giddra)

2004
- MTV Video Music Awards Japan – Best Hip Hop Video – Touch The Sky (Winner)
- MTV Video Music Awards Japan – Best Male Video – Touch The Sky

2006
- MTV Video Music Awards Japan – Best Hip Hop Video – Street Dreams

2008
- MTV Video Music Awards Japan v Best Hip Hop Video – Not Your Boyfriend (feat. Jesse (RIZE))

## Bücher
- 2008: Zeebra自伝 Hip Hop Love (Autobiografie) ISBN 978-4835617206

## Filme
- 2001: TOKYO G.P.
- 2003: 3on3
- 2004: Jam Films S
- 2010: Zatoichi: The Last (座頭市 The Last)